# 2MASS J02415367-1241069
2MASS J02415367-1241069 ist ein Brauner Zwerg im Sternbild Walfisch. Er wurde 2003 von Kelle L. Cruz et al. entdeckt und gehört der Spektralklasse L2 an.